# Bahnhof Berthelsdorf (Erzgeb)
Der Bahnhof Berthelsdorf (Erzgeb) ist der Bahnhof des Ortsteils Berthelsdorf/Erzgeb. der Gemeinde Weißenborn/Erzgeb. im Landkreis Mittelsachsen. Die Abkürzung „Erzgeb.“ steht jeweils für „Erzgebirge“.

## Lage
Westlich des Bahnhofsgebäudes verläuft die Strecke nach Brand-Erbisdorf mit einem Bahnsteig, östlich davon die Strecke Freiberg–Holzhau mit dem Hausbahnsteig und einem Zwischenbahnsteig. Nördlich des Bahnhofsgebäudes an der Streckentrennung liegen die ehemaligen Gütergleise. 

## Geschichte

### Name
Die Station trug in ihrer Geschichte bereits vier unterschiedliche Namen, im Einzelnen waren dies:
- bis 1893: Berthelsdorf
- bis 1899: Berthelsdorf bei Brand
- bis 1911: Berthelsdorf i Erzgeb
- seit 1911: Berthelsdorf (Erzgeb)

### Betrieb
Die Eröffnung der Haltestelle Berthelsdorf erfolgte am 8. Juli 1875 zusammen mit dem Abschnitt Freiberg–Lichtenberg (Erzgeb) der Bahnstrecke Nossen–Moldau. 1888 wurde von der Haltestelle Berthelsdorf ein Anschlussgleis zur 1871 eröffneten Papierfabrik in Weißenborn/Erzgeb. an der Freiberger Mulde gelegt. Am 13. Juli 1890 eröffnete die Sekundärbahn Berthelsdorf–Brand–Großhartmannsdorf gemeinsam mit der in Brand (ab 1912: Brand-Erbisdorf) abzweigenden Bahnstrecke nach Langenau (Sachs). Die Haltestelle Berthelsdorf wurde dadurch zum Keilbahnhof und sie erhielt ein Empfangsgebäude. Aufgrund der gestiegenen Bedeutung erhielt die Haltestelle am 1. Mai 1905 den Status eines Bahnhofs. Seit 1911 trägt der Bahnhof seinen heutigen Namen.
Am 1. April 1946 erfolgte die Auflösung der Bahnmeisterei. 1973 wurde der Verkehr nach Großhartmannsdorf über Brand-Erbisdorf eingestellt. Nach der politische Wende im Osten Deutschlands 1989/90 wurde der reguläre Personenverkehr auf der Stichbahnstrecke in Richtung Brand-Erbisdorf zum 25. Mai 1998 eingestellt. Nachdem im Jahr 2012 auch der letzte Güterkunde dieser Bahnstrecke, das Press- und Schmiedewerk, insolvenzbedingt die nur noch sporadische Verladung aufgab, verkehrten bis 2016 Züge im Bahnhof Berthelsdorf (Erzgeb) nur noch zwischen Freiberg und Holzhau. Für die Einwohner von Berthelsdorf wurde im Jahr 2000 der neue Haltepunkt „Berthelsdorf (Erzgeb) Ort“ direkt im Ort eröffnet, wodurch der Bahnhof Berthelsdorf (Erzgeb) weiter an Frequenz verlor. Nachdem die Freiberger Papierfabrik zu Weißenborn im Jahr 2015 ihre Transporte auf die Straße verlagerte, ist auch dieses Anschlussgleis ohne Schienenverkehr.
Der Bahnhof Berthelsdorf (Erzgeb) wird seit dem Jahr 2000 von Zügen der Freiberger Eisenbahn bedient. Die RB 83 fährt mindestens zweistündlich, an Schultagen auch stündlich. Betreiber der Streckeninfrastruktur ist seit 2000 die RP-Eisenbahn, die Bahnsteiganlagen selbst werden weiterhin von der DB Station&Service betrieben. Die Strecke nach Brand-Erbisdorf wird seit 2016 etwa einmal im Jahr von Sonderzügen im Personenverkehr befahren, noch seltener verkehren Güterzüge für die Landwirtschaft.
Neben dem Empfangsgebäude sind am Standort auch das Stellwerk, Wohnhäuser und die Bahnmeisterei erhalten.

## Bilder

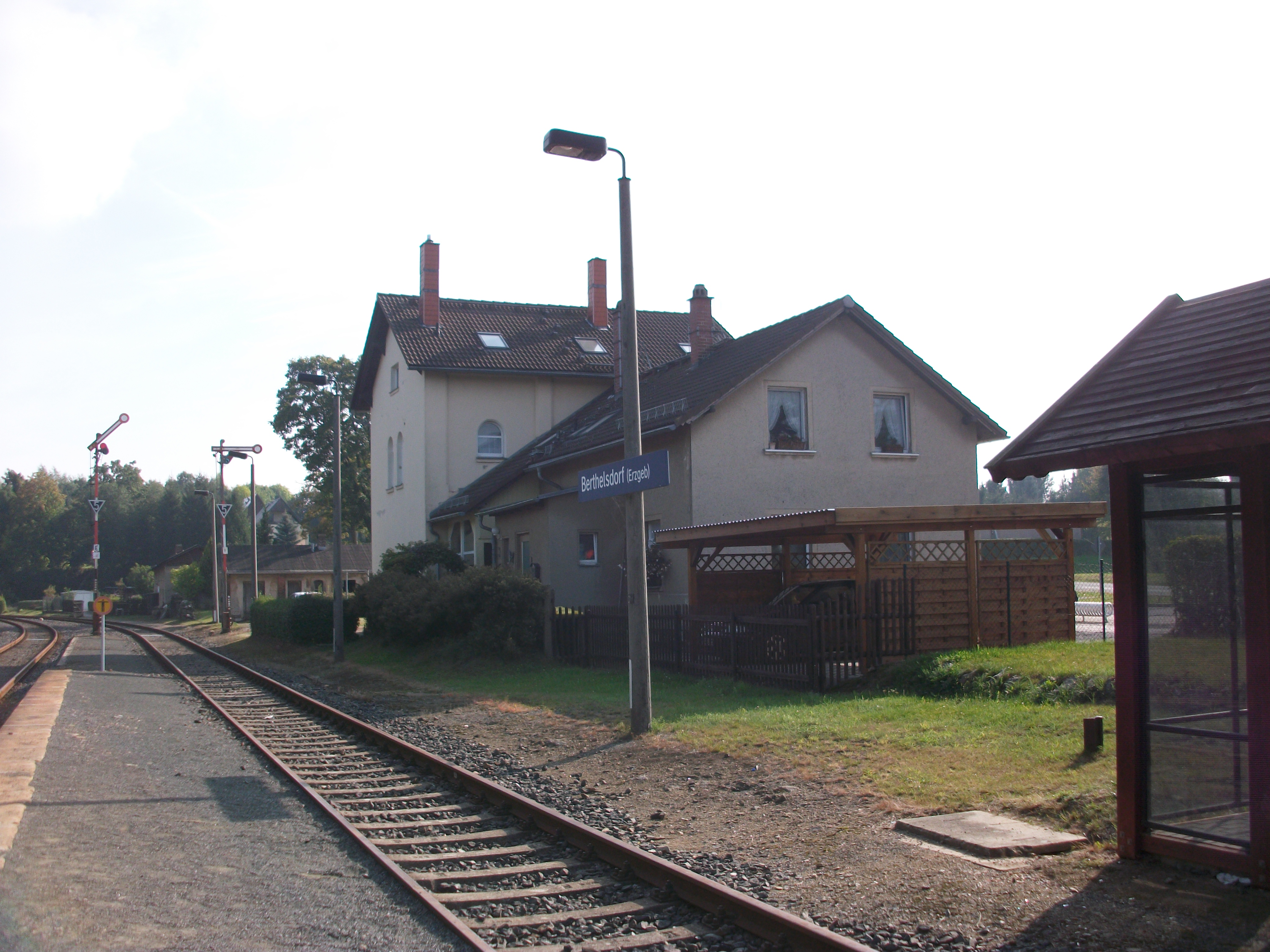
Blick Richtung Holzhau (2016)
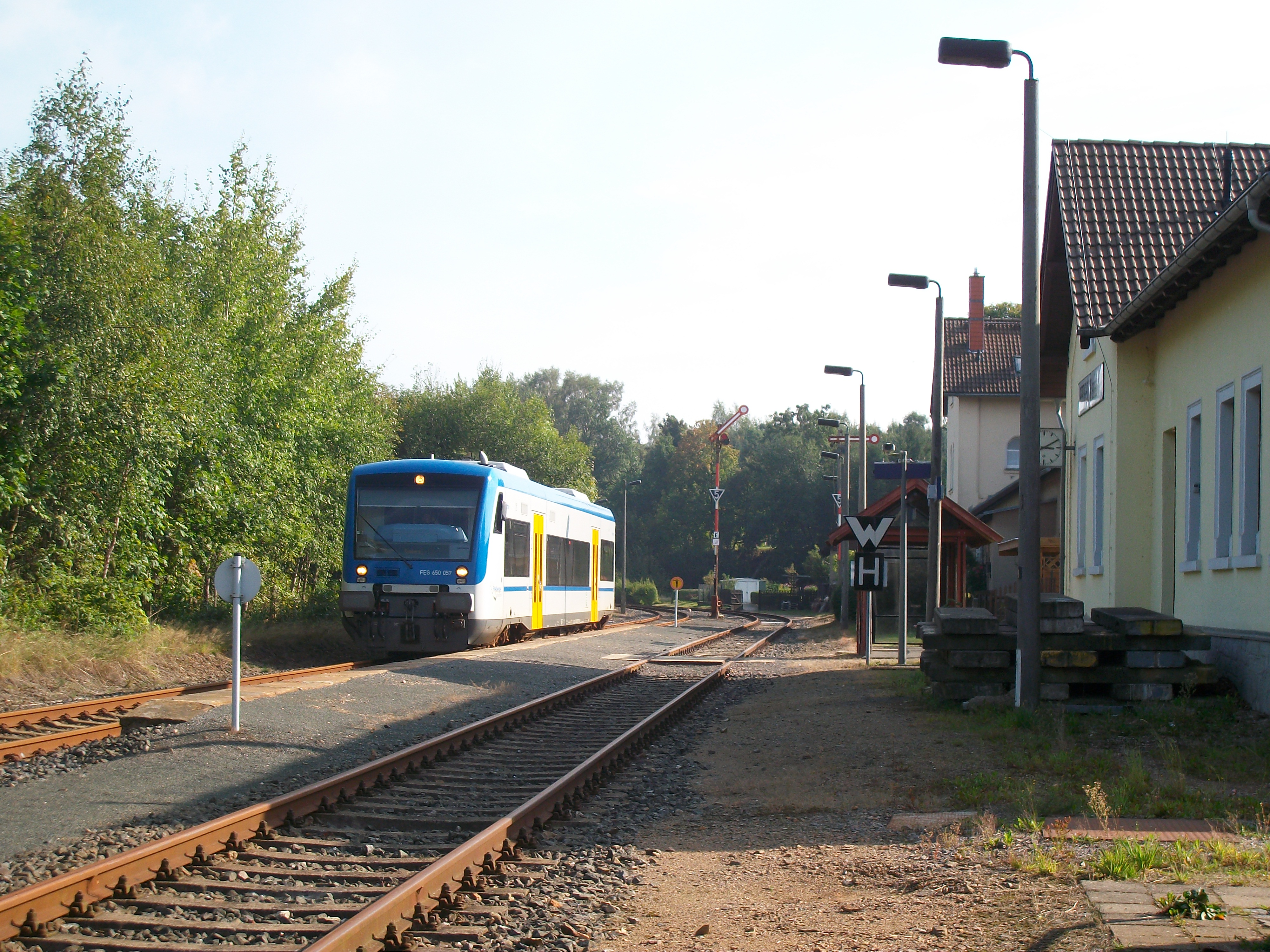
Triebwagen der Freiberger Eisenbahn beim Halt im Bahnhof (2016)
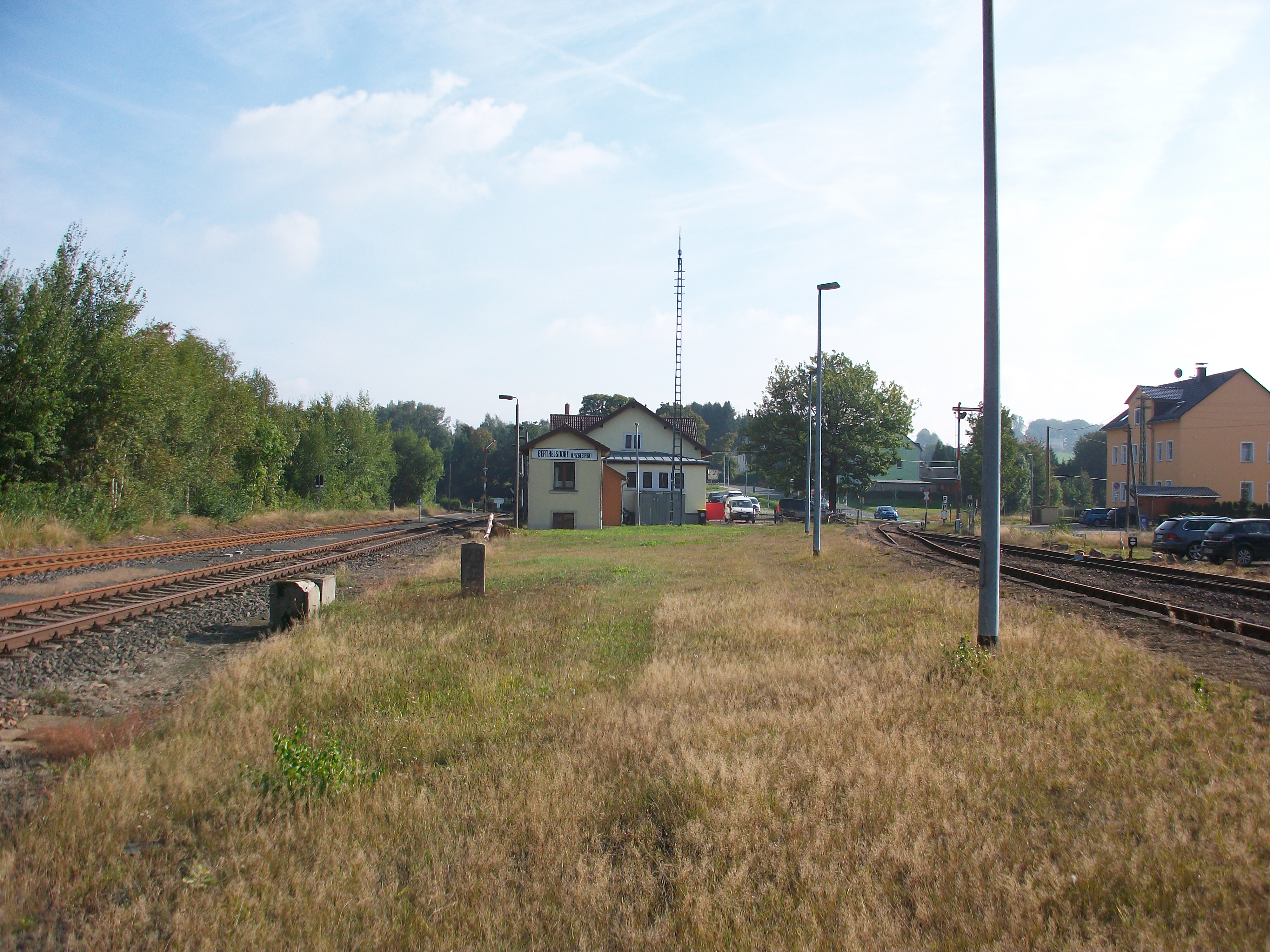
Keilbahnhofsanlage (2016)
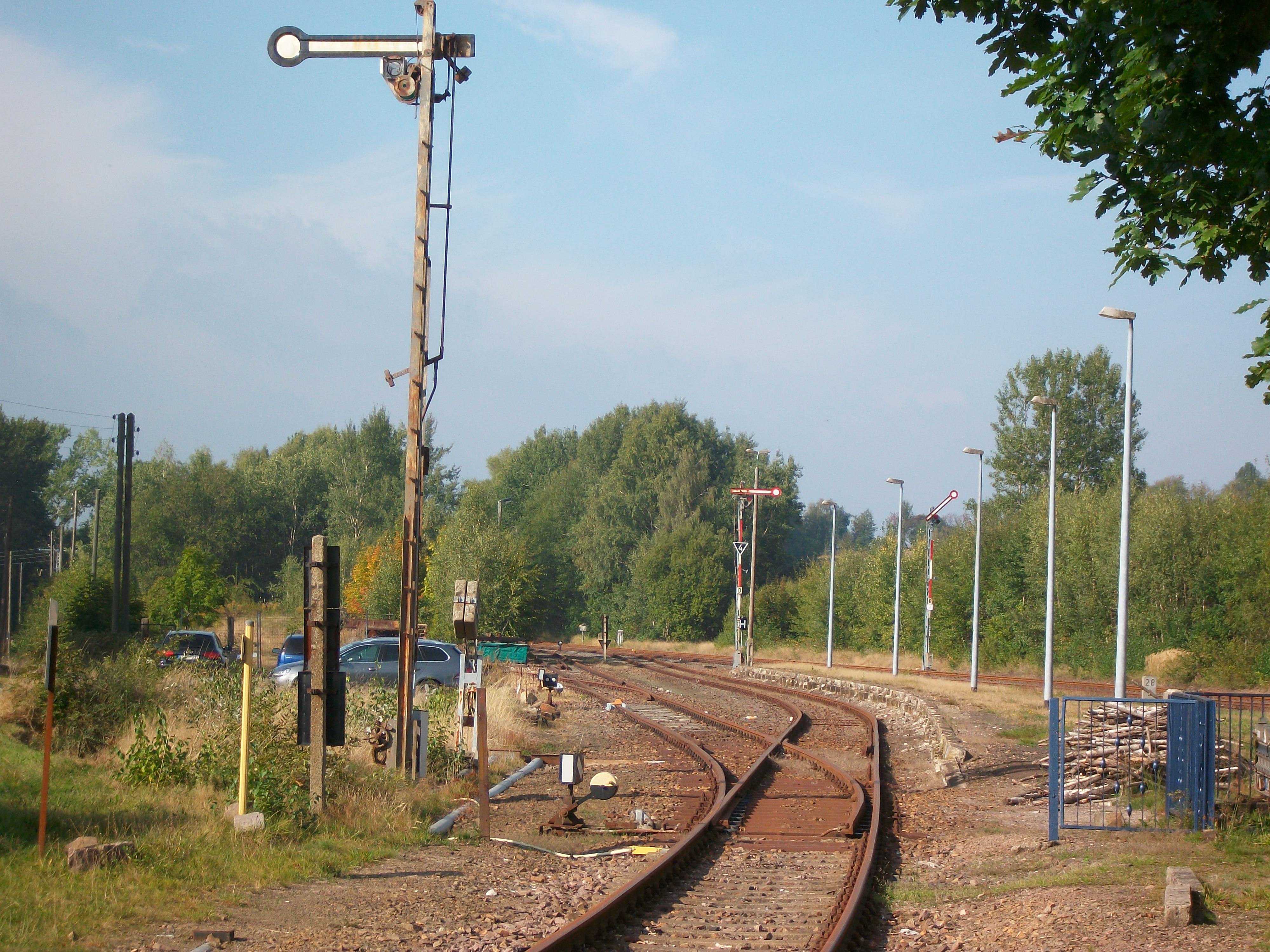
Gleise nach Brand-Erbisdorf (2016)
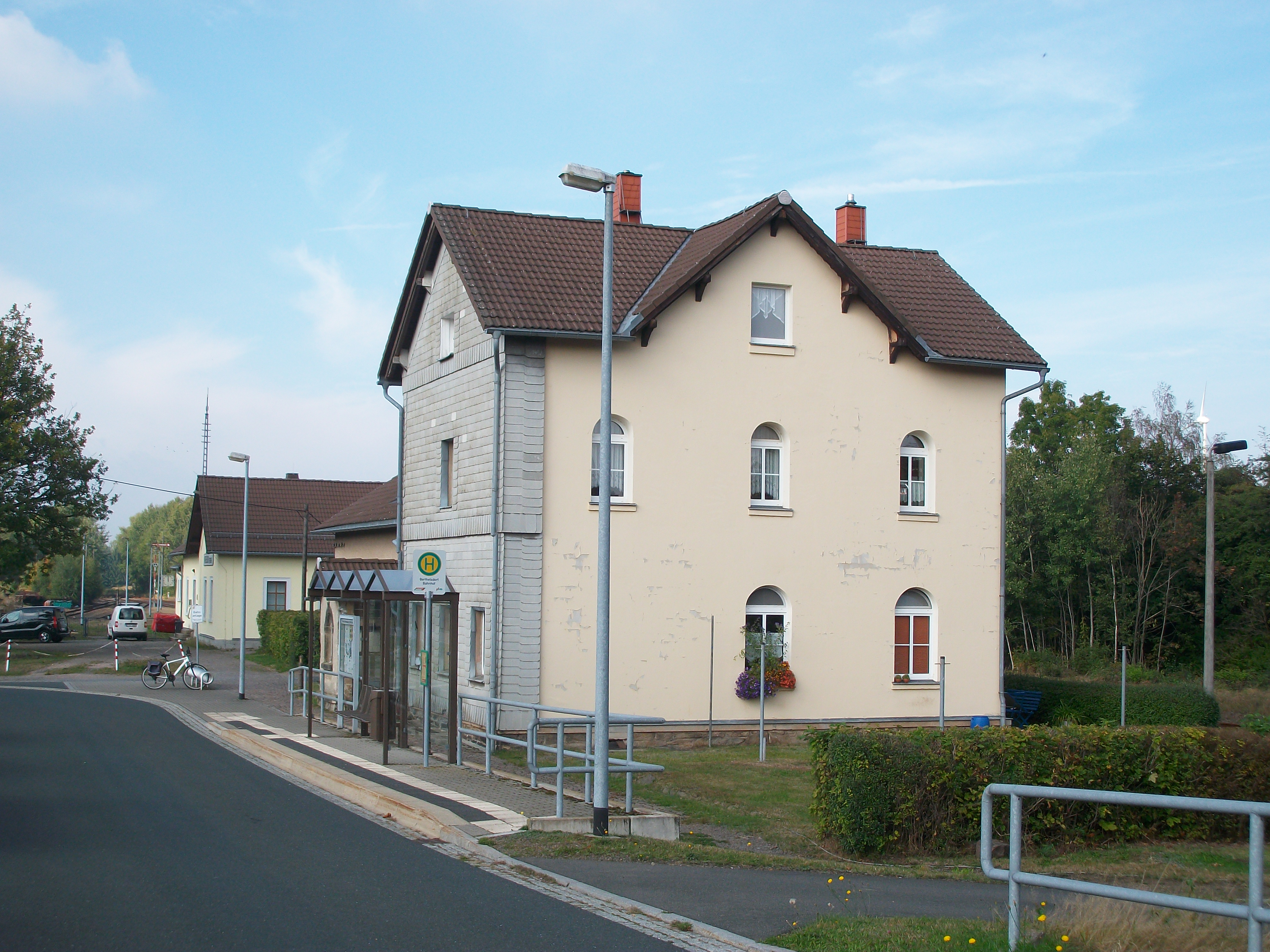
Wohnhaus (2016)
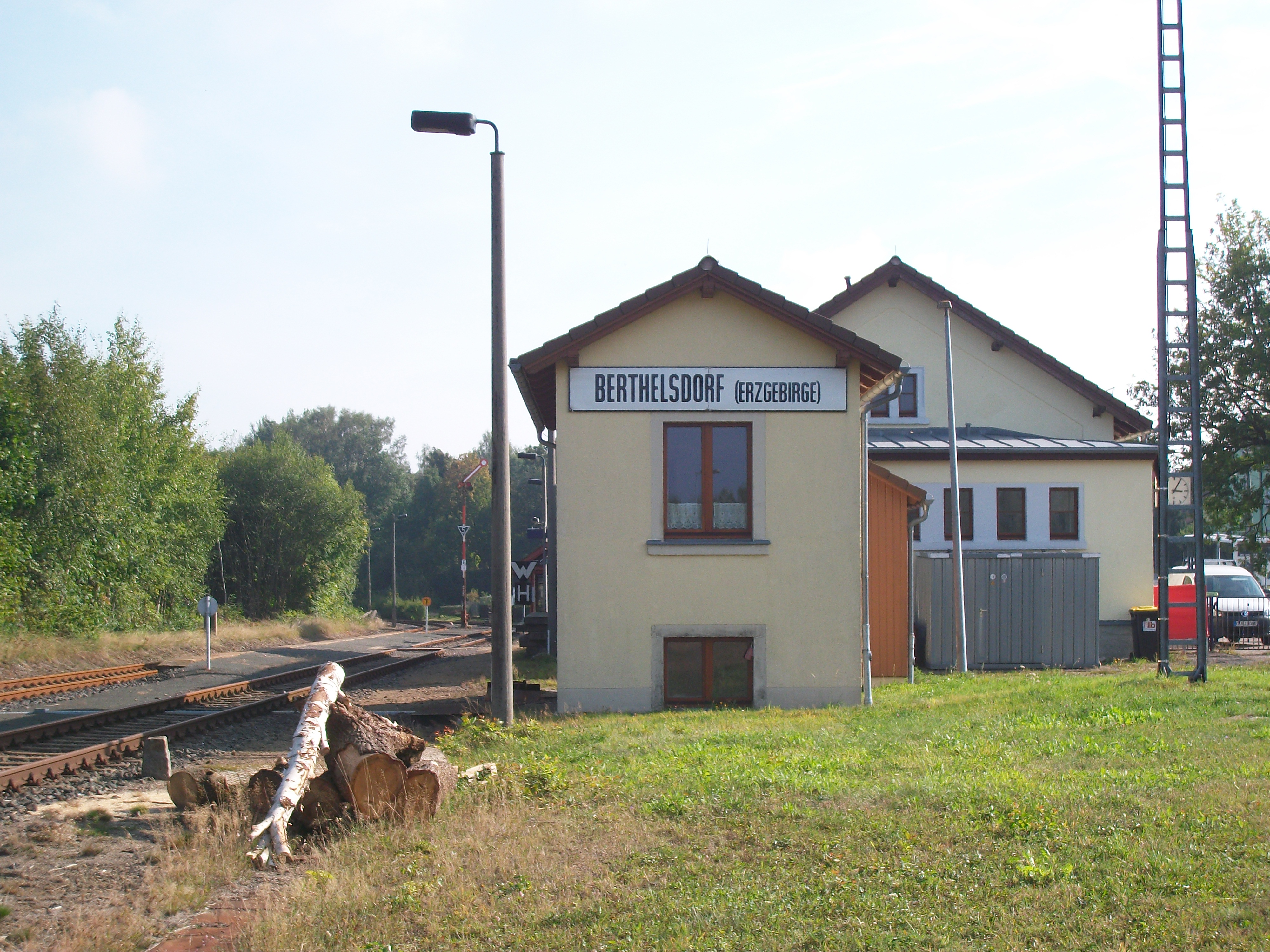
Stellwerk (2016)